# Rover 600

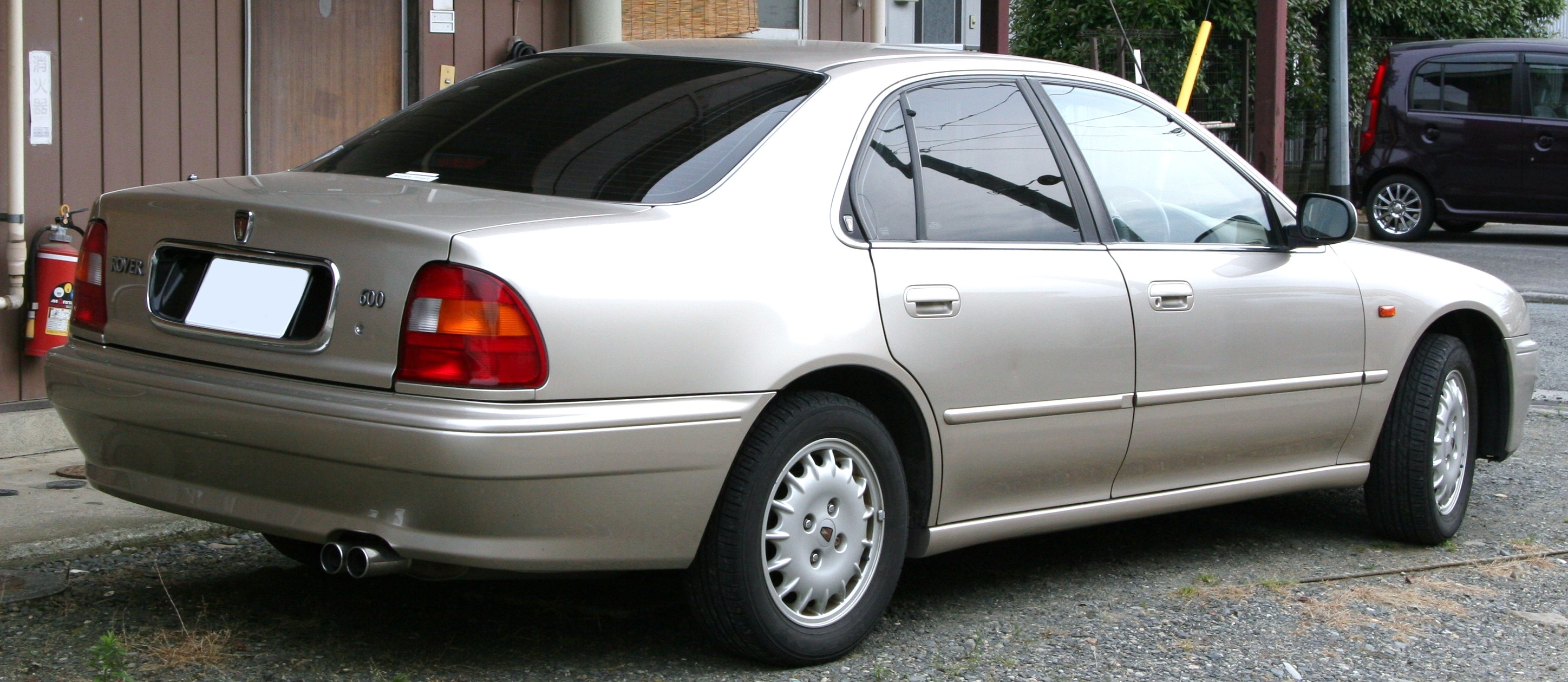
Rover 600

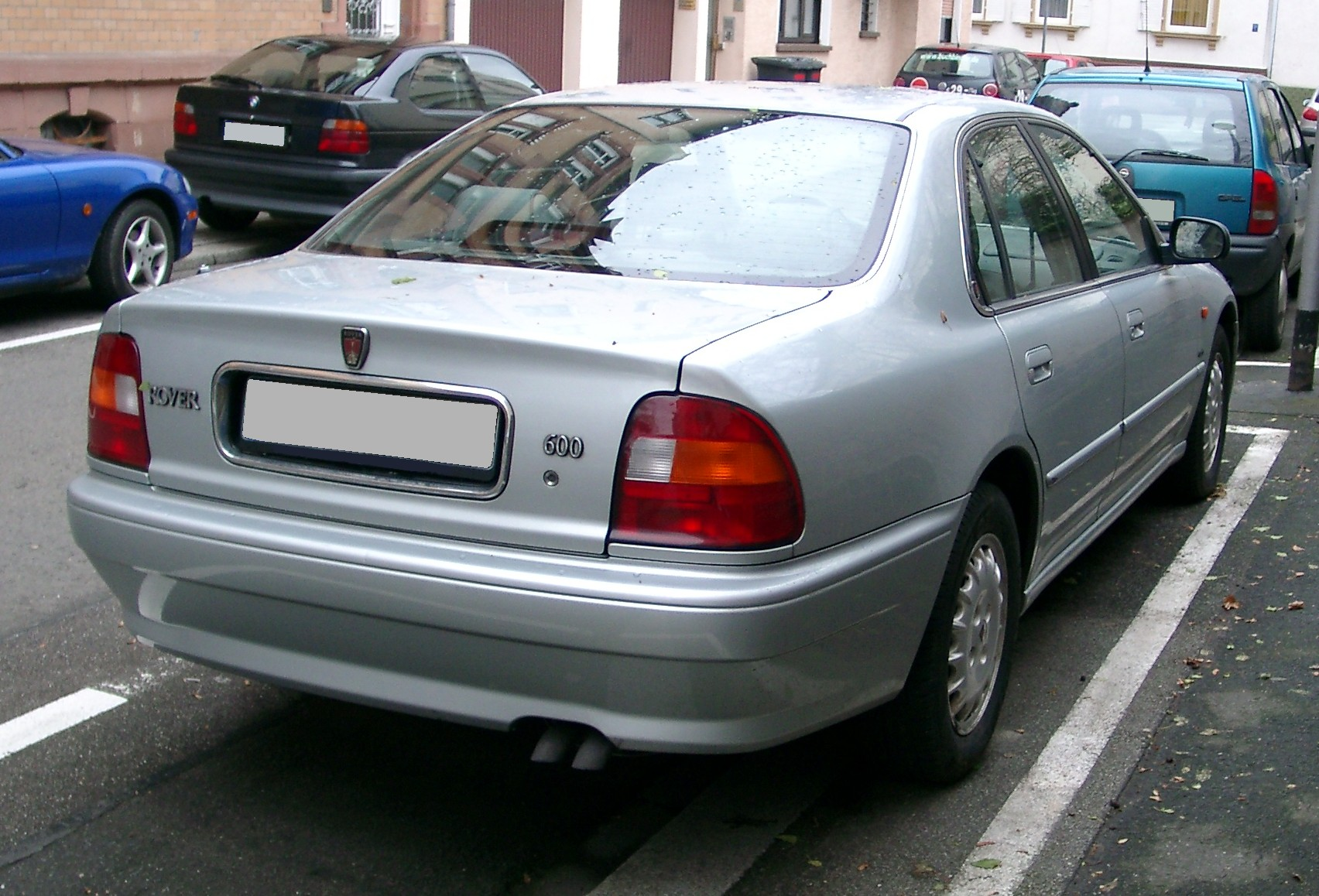
Rover 600

De Rover 600 is een middenklasse sedan van Rover. De 600 werd in 1993 geïntroduceerd en nam de plaats in van de lager gepositioneerde Austin/Rover Montego. De 600 is gebaseerd op de vijfde generatie Honda Accord, die in Japan werd verkocht als Honda Ascot Innova.

## Details
De 600 was afgeleid van de Japanse Honda Ascot Innova, die licht gewijzigd naar Europa kwam als vijfde generatie Honda Accord. De Rover 600 was het vijfde project dat Rover in samenwerking met Honda ontwikkelde na de eerste en tweede generaties Rover 200, diens voorganger Triumph Acclaim en de Rover 400 en Rover 800. In juni 1989 werd begonnen met de ontwikkeling van de Rover 600 onder de codenaam Synchro. De voorruit, het dak, de voordeuren en de lagere panelen van de achterdeuren zijn identiek aan die van de Honda Accord, alle overige panelen wijken af. Honda was verantwoordelijk voor de ontwikkeling van het interieur, maar doet door de stijl van het dashboard met onder andere het gescheiden instrumentenpaneel en het opbergvak boven in het dashboard aan de passagierszijde desondanks sterk denken aan de interieurs van Rover. Wel zorgde Rover voor een interieur met een warmer kleurgebruik en het traditionele wortelnotenhout. Rover moest verder ook de motoren betrekken van Honda.
De Rover 600 werd geïntroduceerd als 620i met 116 pk, niet veel later volgden de krachtigere Rover 620 Si (131 pk) en 623 Si (158 pk), hoewel die pas in 1994 op de Nederlandse markt kwam. De verwachtingen bij de Nederlandse importeur waren al hooggespannen, maar de 600 verkocht nog eens de helft beter dan wat de importeur bij de introductie voorspelde en ook op de leasemarkt was de 600 populair. Dankzij de 600 maakte Rover een sterke groei door in Nederland, die al was ingezet met de introductie van de Rover 200/400. De 600 kwam ook beschikbaar als 620 Ti met 200 pk sterke turbomotor van Rover, maar die werd niet op de Nederlandse markt geïntroduceerd. Op de AutoRAI van 1995 introduceerde Rover voor het eerst de 620 Di met een door Rover en het Oostenrijkse AVL ontwikkelde L-serie dieselmotor. De 2.0 dieselmotor heeft directe brandstofinjectie van Bosch die met een elektronisch gestuurd gaspedaal wordt bediend, tweetraps injectoren, een Garrett turbocompressor en een intercooler, die tezamen zorgen voor een maximaal vermogen van 105 pk. Die motor kwam ook beschikbaar in de Honda Accord, waarmee het de eerste Honda met dieselmotor was. Vanwege gebrek aan succes verdween de in het najaar van 1994 geïntroduceerde 623 Si een jaar later alweer uit het Nederlandse gamma. In 1996 werd de 620i vervangen door een 618i met hetzelfde maximumvermogen (116 pk). In totaal verkocht Rover 11.404 600's op de Nederlandse markt tussen eind 1993 en 1999. In 1997 werd de 600 aan de Euro NCAP-botsproeven onderworpen. Hier behaalde het model 1,5 ster en 11 punten. Omdat het passagierscompartiment structureel instabiel werd tijdens de frontale botsing en de bestuurder een hoog risico op levensbedreigend letsel aan borst en buik liep tijdens de test, kreeg de 600 een halve ster aftrek.
De 600 werd in 1999 opgevolgd door de grotere, in samenwerking met BMW ontwikkelde Rover 75.

### Euro NCAP
| Merk en model | resultaat   | voetgangersveiligheid |
| ------------- | ----------- | --------------------- |
| Rover 600     | (11 punten) |                       |

## Motoren
| Type           | Oorsprong | Motorcode | Cilinders | Kleppen | Cilinderinhoud (cc) | Vermogen            | Koppel              | Opmerkingen                 |
| -------------- | --------- | --------- | --------- | ------- | ------------------- | ------------------- | ------------------- | --------------------------- |
| Benzinemotoren |           |           |           |         |                     |                     |                     |                             |
| 618i           | Honda     | F18A3     | 4         | 16      | 1850                | 116 pk bij 5500 rpm | 158 Nm bij 4200 rpm | 1996-1999                   |
| 620i           | Honda     | F20Z2     | 4         | 16      | 1997                | 116 pk bij 5300 rpm | 172 Nm bij 4200 rpm | 1993-1996                   |
| 620 Si         | Honda     | F20Z1     | 4         | 16      | 1997                | 131 pk bij 5400 rpm | 178 Nm bij 4800 rpm | 1993-1998                   |
| 620 Ti         | Rover     | 20T4      | 4         | 16      | 1997                | 200 pk bij 5500 rpm | 237 Nm bij 2100 rpm | Niet leverbaar in Nederland |
| 623 Si         | Honda     | H23A3     | 4         | 16      | 2259                | 158 pk bij 5800 rpm | 206 Nm bij 4500 rpm | 1994-1995                   |
| Dieselmotoren  |           |           |           |         |                     |                     |                     |                             |
| 620 Di         | Rover     | 20T2N     | 4         | 8       | 1994                | 105 pk bij 4200 rpm | 210 Nm bij 2000 rpm | Directe injectie; 1995-1999 |